# Specie di Zoropsidae
Di seguito sono descritte tutte le 86 specie della famiglia di ragni Zoropsidae note al dicembre 2012.

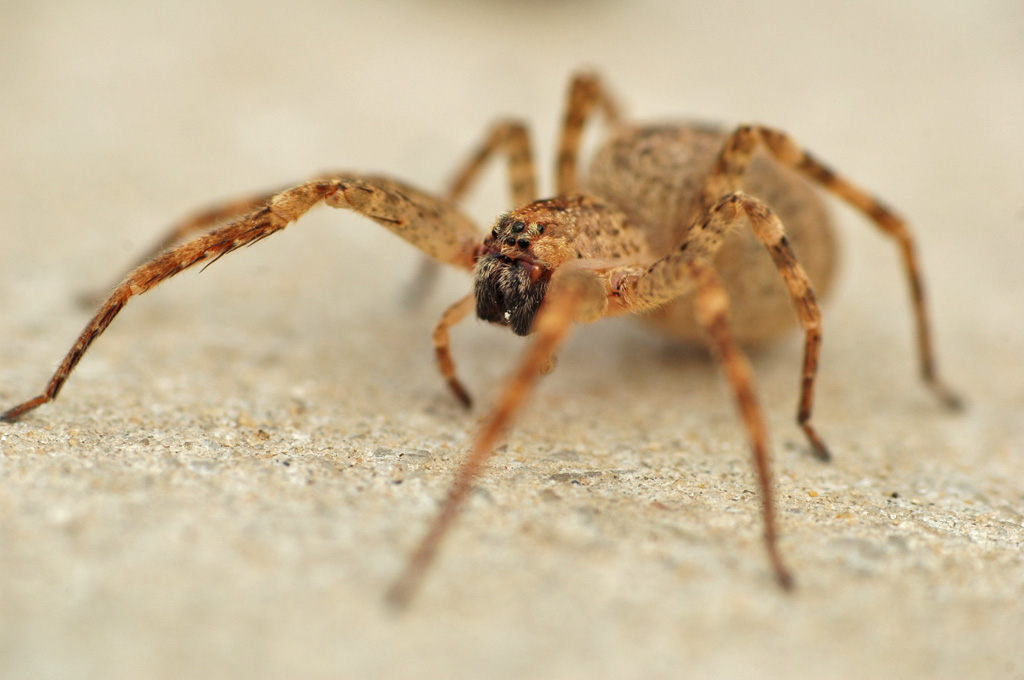
Zoropsis sp.

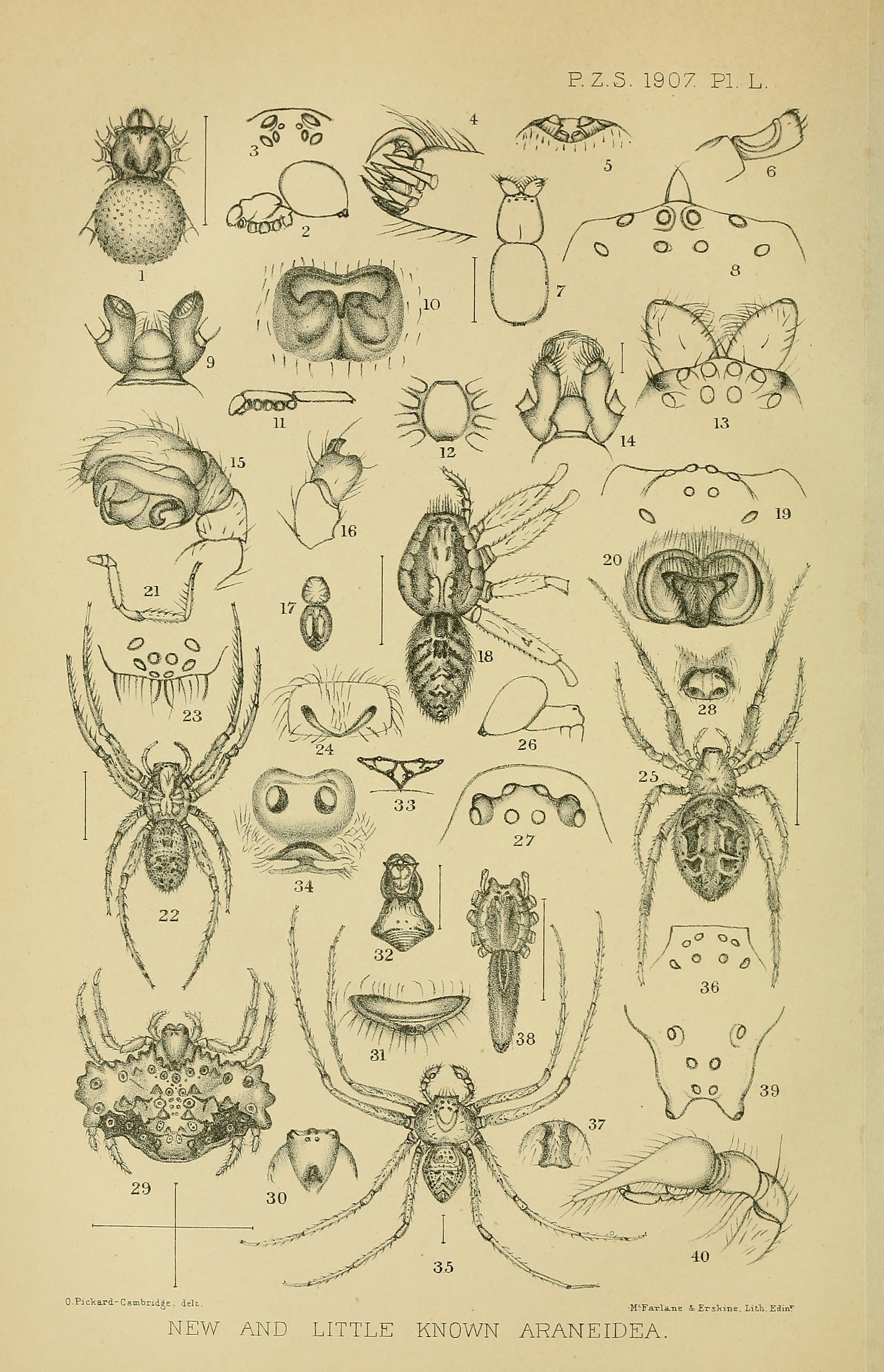
Zoropsis sp., 18-21 e 22-24

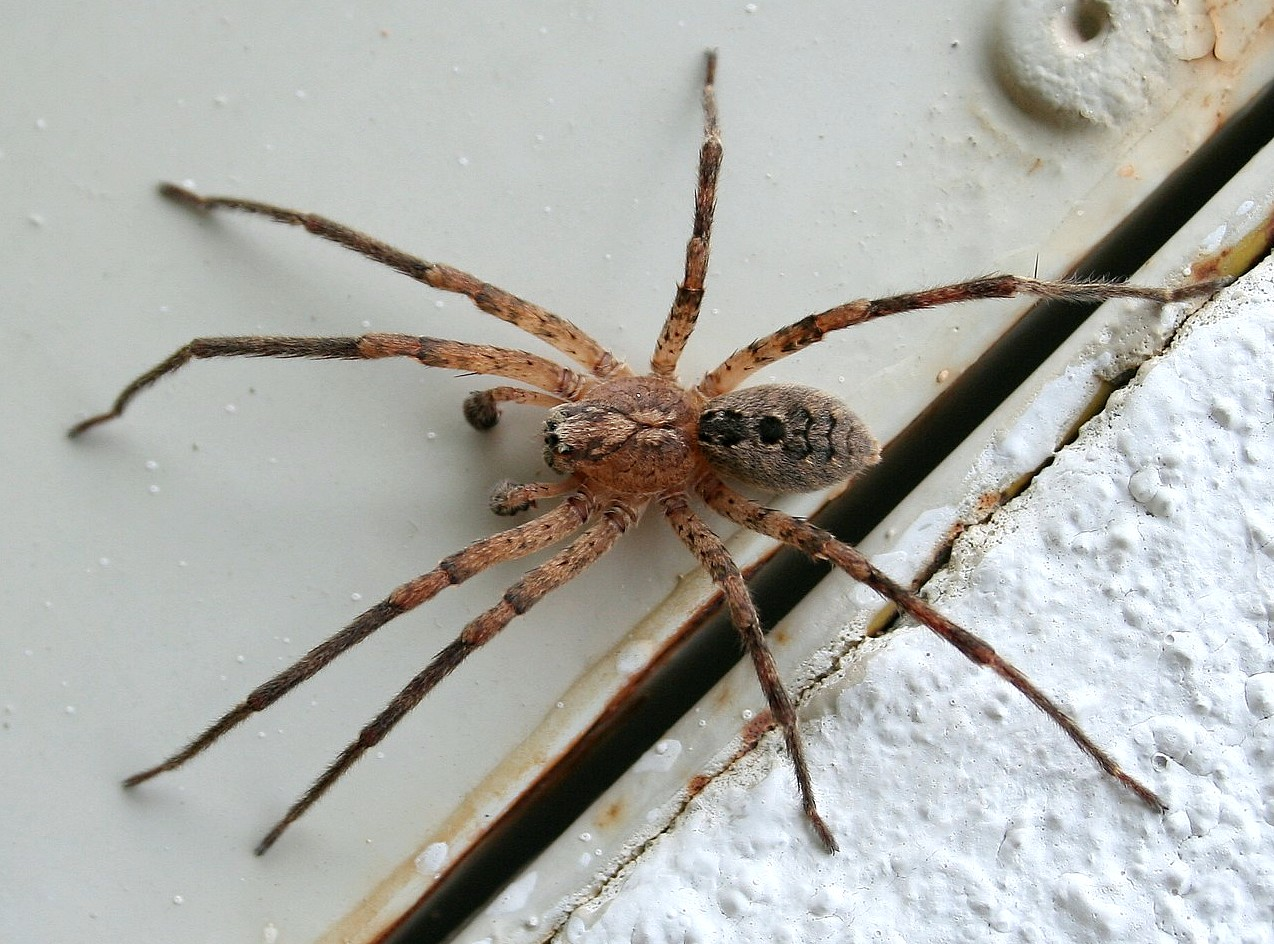
Zoropsis spinimana

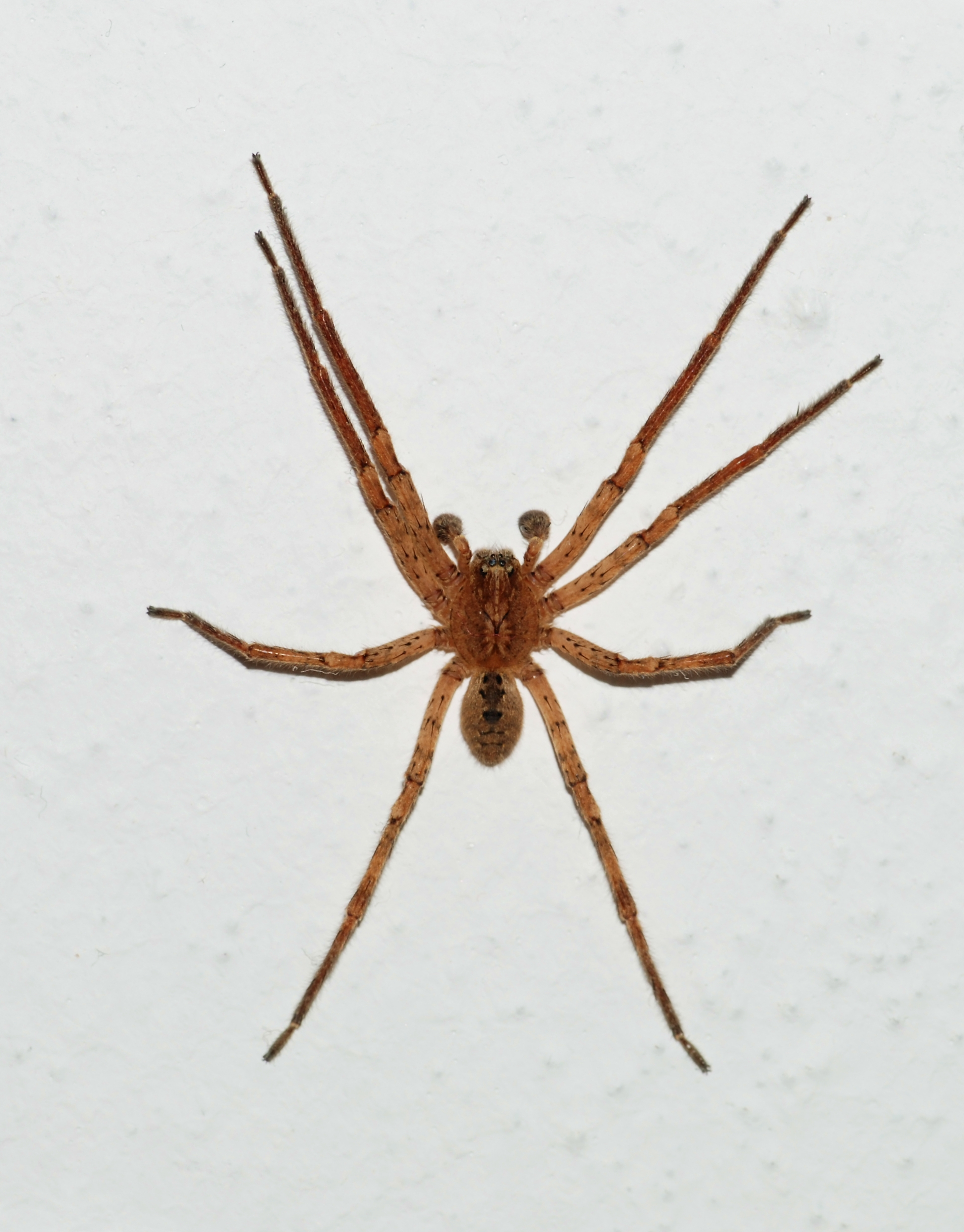
Zoropsis sp.

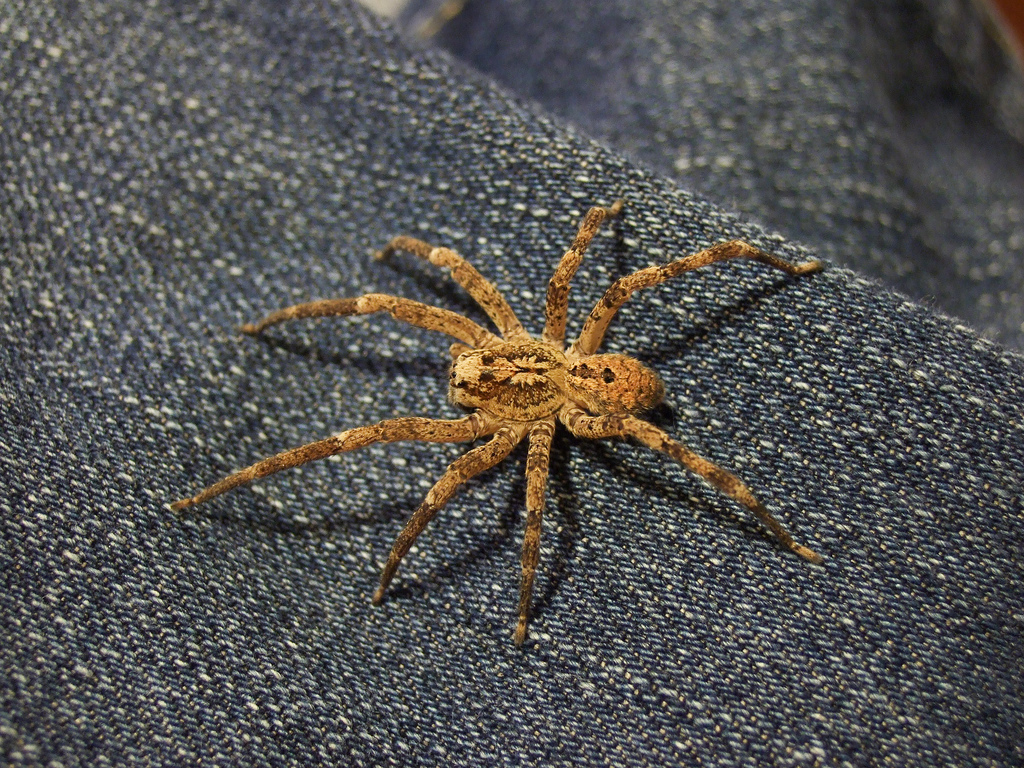
Zoropsis spinimana

## Akamasia
Akamasia Bosselaers, 2002
- Akamasia cyprogenia (Bosselaers, 1997) — Cipro

## Anachemmis
Anachemmis Chamberlin, 1919
- Anachemmis aalbui Platnick & Ubick, 2005 — USA
- Anachemmis beattyi Platnick & Ubick, 2005 — USA, Messico
- Anachemmis jungi Platnick & Ubick, 2005 — USA
- Anachemmis linsdalei Platnick & Ubick, 2005 — USA
- Anachemmis sober Chamberlin, 1919 — USA

## Austrotengella
Austrotengella Raven, 2012
- Austrotengella hackerae Raven, 2012 — Queensland
- Austrotengella hebronae Raven, 2012 — Nuovo Galles del Sud
- Austrotengella monteithi Raven, 2012 — Queensland
- Austrotengella plimeri Raven, 2012 — Nuovo Galles del Sud
- Austrotengella toddae Raven, 2012 — Queensland
- Austrotengella wrighti Raven, 2012 — Queensland

## Birrana
Birrana Raven & Stumkat, 2005
- Birrana bulburin Raven & Stumkat, 2005 — Queensland

## Devendra
Devendra Lehtinen, 1967
- Devendra pardalis (Simon, 1898) — Sri Lanka
- Devendra pumilus (Simon, 1898) — Sri Lanka
- Devendra seriatus (Simon, 1898) — Sri Lanka

## Griswoldia
Griswoldia Dippenaar-Schoeman & Jocqué, 1997
- Griswoldia acaenata (Griswold, 1991) — Sudafrica
- Griswoldia disparilis (Lawrence, 1952) — Sudafrica
- Griswoldia leleupi (Griswold, 1991) — Sudafrica
- Griswoldia meikleae (Griswold, 1991) — Sudafrica
- Griswoldia melana (Lawrence, 1938) — Sudafrica
- Griswoldia natalensis (Lawrence, 1938) — Sudafrica
- Griswoldia punctata (Lawrence, 1942) — Sudafrica
- Griswoldia robusta (Simon, 1898) — Sudafrica
- Griswoldia sibyna (Griswold, 1991) — Sudafrica
- Griswoldia transversa (Griswold, 1991) — Sudafrica
- Griswoldia urbensis (Lawrence, 1942) — Sudafrica
- Griswoldia zuluensis (Lawrence, 1938) — Sudafrica

## Huntia
Huntia Gray & Thompson, 2001
- Huntia deepensis Gray & Thompson, 2001 — Australia occidentale
- Huntia murrindal Gray & Thompson, 2001 — Victoria

## Itatiaya
Itatiaya Mello-Leitão, 1915
- Itatiaya apipema Polotow & Brescovit, 2006 — Brasile
- Itatiaya iuba Polotow & Brescovit, 2006 — Brasile
- Itatiaya modesta Polotow & Brescovit, 2006 — Brasile
- Itatiaya pucupucu Polotow & Brescovit, 2006 — Brasile
- Itatiaya pykyyra Polotow & Brescovit, 2006 — Brasile
- Itatiaya tacambi Polotow & Brescovit, 2006 — Brasile
- Itatiaya tubtxawa Polotow & Brescovit, 2006 — Brasile
- Itatiaya ywyty Polotow & Brescovit, 2006 — Brasile

## Kilyana
Kilyana Raven & Stumkat, 2005
- Kilyana bicarinatus Raven & Stumkat, 2005 — Queensland
- Kilyana campbelli Raven & Stumkat, 2005 — Nuovo Galles del Sud
- Kilyana corbeni Raven & Stumkat, 2005 — Queensland
- Kilyana dougcooki Raven & Stumkat, 2005 — Queensland
- Kilyana eungella Raven & Stumkat, 2005 — Queensland
- Kilyana hendersoni Raven & Stumkat, 2005 — Queensland
- Kilyana ingrami Raven & Stumkat, 2005 — Queensland
- Kilyana kroombit Raven & Stumkat, 2005 — Queensland
- Kilyana lorne Raven & Stumkat, 2005 — Nuovo Galles del Sud
- Kilyana obrieni Raven & Stumkat, 2005 — Queensland

## Krukt
Krukt Raven & Stumkat, 2005
- Krukt cannoni Raven & Stumkat, 2005 — Queensland
- Krukt ebbenielseni Raven & Stumkat, 2005 — Queensland
- Krukt megma Raven & Stumkat, 2005 — Queensland
- Krukt piligyna Raven & Stumkat, 2005 — Queensland
- Krukt vicoopsae Raven & Stumkat, 2005 — Queensland

## Lauricius
Lauricius Simon, 1888
- Lauricius hemicloeinus Simon, 1888 — Messico
- Lauricius hooki Gertsch, 1941 — USA

## Liocranoides
Liocranoides Keyserling, 1881
- Liocranoides archeri Platnick, 1999 — USA
- Liocranoides coylei Platnick, 1999 — USA
- Liocranoides gertschi Platnick, 1999 — USA
- Liocranoides tennesseensis Platnick, 1999 — USA
- Liocranoides unicolor Keyserling, 1881 — USA

## Megateg
Megateg Raven & Stumkat, 2005
- Megateg bartholomai Raven & Stumkat, 2005 — Queensland
- Megateg covacevichae Raven & Stumkat, 2005 — Queensland
- Megateg elegans Raven & Stumkat, 2005 — Queensland
- Megateg gigasep Raven & Stumkat, 2005 — Queensland
- Megateg lesbiae Raven & Stumkat, 2005 — Queensland
- Megateg paulstumkati Raven & Stumkat, 2005 — Queensland
- Megateg ramboldi Raven & Stumkat, 2005 — Queensland
- Megateg spurgeon Raven & Stumkat, 2005 — Queensland

## Phanotea
Phanotea Simon, 1896
- Phanotea cavata Griswold, 1994 — Sudafrica
- Phanotea ceratogyna Griswold, 1994 — Sudafrica
- Phanotea digitata Griswold, 1994 — Sudafrica
- Phanotea knysna Griswold, 1994 — Sudafrica
- Phanotea lata Griswold, 1994 — Sudafrica
- Phanotea latebricola Lawrence, 1952 — Sudafrica
- Phanotea margarita Griswold, 1994 — Sudafrica
- Phanotea natalensis Lawrence, 1951 — Sudafrica
- Phanotea orestria Griswold, 1994 — Sudafrica
- Phanotea peringueyi Simon, 1896 — Sudafrica
- Phanotea sathegyna Griswold, 1994 — Sudafrica
- Phanotea simoni Lawrence, 1951 — Sudafrica
- Phanotea xhosa Griswold, 1994 — Sudafrica

## Pseudoctenus
Pseudoctenus Caporiacco, 1949
- Pseudoctenus meneghettii Caporiacco, 1949 — Kenya, Burundi
- Pseudoctenus thaleri Joc — Malawi

## Socalchemmis
Socalchemmis Platnick & Ubick, 2001
- Socalchemmis arroyoseco Platnick & Ubick, 2007 — USA
- Socalchemmis bixleri Platnick & Ubick, 2001 — USA
- Socalchemmis cajalco Platnick & Ubick, 2001 — USA
- Socalchemmis catavina Platnick & Ubick, 2001 — Messico
- Socalchemmis cruz Platnick & Ubick, 2001 — USA
- Socalchemmis dolichopus (Chamberlin, 1919) — USA
- Socalchemmis gertschi Platnick & Ubick, 2001 — USA
- Socalchemmis icenoglei Platnick & Ubick, 2001 — USA
- Socalchemmis idyllwild Platnick & Ubick, 2001 — USA
- Socalchemmis kastoni Platnick & Ubick, 2001 — USA, Messico
- Socalchemmis miramar Platnick & Ubick, 2001 — USA
- Socalchemmis monterey Platnick & Ubick, 2001 — USA
- Socalchemmis palomar Platnick & Ubick, 2001 — USA
- Socalchemmis prenticei Platnick & Ubick, 2001 — USA
- Socalchemmis rothi Platnick & Ubick, 2001 — Messico
- Socalchemmis shantzi Platnick & Ubick, 2001 — USA
- Socalchemmis williamsi Platnick & Ubick, 2001 — Messico

## Takeoa
Takeoa Lehtinen, 1967
- Takeoa huangshan Tang, Xu & Zhu, 2004 — Cina
- Takeoa nishimurai (Yaginuma, 1963) — Cina, Corea, Giappone

## Tengella
Tengella Dahl, 1901
- Tengella albolineata (F. O. P.-Cambridge, 1902) — Messico
- Tengella perfuga Dahl, 1901 — America meridionale
- Tengella radiata (Kulczynski, 1909) — Costa Rica
- Tengella thaleri Platnick, 2009 — Messico

## Titiotus
Titiotus Simon, 1897
- Titiotus californicus Simon, 1897 — USA
- Titiotus costa Platnick & Ubick, 2008 — USA
- Titiotus flavescens (Chamberlin & Ivie, 1941) — USA
- Titiotus fresno Platnick & Ubick, 2008 — USA
- Titiotus gertschi Platnick & Ubick, 2008 — USA
- Titiotus hansii (Schenkel, 1950) — USA
- Titiotus heberti Platnick & Ubick, 2008 — USA
- Titiotus humboldt Platnick & Ubick, 2008 — USA
- Titiotus icenoglei Platnick & Ubick, 2008 — USA
- Titiotus madera Platnick & Ubick, 2008 — USA
- Titiotus marin Platnick & Ubick, 2008 — USA
- Titiotus roadsend Platnick & Ubick, 2008 — USA
- Titiotus shantzi Platnick & Ubick, 2008 — USA
- Titiotus shasta Platnick & Ubick, 2008 — USA
- Titiotus tahoe Platnick & Ubick, 2008 — USA
- Titiotus tulare Platnick & Ubick, 2008 — USA

## Uliodon
Uliodon L. Koch, 1873
- Uliodon albopunctatus L. Koch, 1873 — Nuova Zelanda
- Uliodon cervinus L. Koch, 1873 — Nuova Zelanda
- Uliodon ferrugineus (L. Koch, 1873) — Australia
- Uliodon frenatus (L. Koch, 1873) — Nuova Zelanda
- Uliodon marmoreus (Hogg, 1896) — Australia centrale

## Wiltona
Wiltona Koçak & Kemal, 2008
- Wiltona filicicola (Forster & Wilton, 1973) — Nuova Zelanda

## Zorocrates
Zorocrates Simon, 1888
- Zorocrates aemulus Gertsch, 1935 — USA, Messico
- Zorocrates alternatus Gertsch & Davis, 1936 — USA, Messico
- Zorocrates apulco Platnick & Ubick, 2007 — Messico
- Zorocrates badius Simon, 1895 — Messico
- Zorocrates blas Platnick & Ubick, 2007 — Messico
- Zorocrates bosencheve Platnick & Ubick, 2007 — Messico
- Zorocrates chamela Platnick & Ubick, 2007 — Messico
- Zorocrates chamula Platnick & Ubick, 2007 — Messico
- Zorocrates chiapa Platnick & Ubick, 2007 — Messico
- Zorocrates colima Platnick & Ubick, 2007 — Messico
- Zorocrates contreras Platnick & Ubick, 2007 — Messico
- Zorocrates fuscus Simon, 1888 — Messico
- Zorocrates gnaphosoides (O. P.-Cambridge, 1892) — dal Messico ad El Salvador
- Zorocrates guerrerensis Gertsch & Davis, 1940 — Messico, probabilmente in America centrale
- Zorocrates huatusco Platnick & Ubick, 2007 — Messico
- Zorocrates karli Gertsch & Riechert, 1976 — USA, Messico
- Zorocrates mistus O. P.-Cambridge, 1896 — Messico
- Zorocrates mordax (O. P.-Cambridge, 1898) — Messico
- Zorocrates nochix Platnick & Ubick, 2007 — Messico
- Zorocrates oaxaca Platnick & Ubick, 2007 — Messico
- Zorocrates ocampo Platnick & Ubick, 2007 — Messico
- Zorocrates pictus Simon, 1895 — Messico
- Zorocrates pie Platnick & Ubick, 2007 — Messico
- Zorocrates potosi Platnick & Ubick, 2007 — Messico
- Zorocrates soledad Platnick & Ubick, 2007 — Messico
- Zorocrates sotano Platnick & Ubick, 2007 — Messico
- Zorocrates tequila Platnick & Ubick, 2007 — Messico
- Zorocrates terrell Platnick & Ubick, 2007 — USA, Messico
- Zorocrates unicolor (Banks, 1901) — USA, Messico
- Zorocrates xilitla Platnick & Ubick, 2007 — Messico
- Zorocrates yolo Platnick & Ubick, 2007 — Messico

## Zoropsis
Zoropsis Simon, 1878
- Zoropsis albertisi Pavesi, 1880 — Tunisia
- Zoropsis beccarii Caporiacco, 1935 — Turchia
- Zoropsis bilineata Dahl, 1901 — Isola di Maiorca (Isole Baleari), Marocco, Algeria
  - Zoropsis bilineata viberti Simon, 1910 — Algeria
- Zoropsis coreana Paik, 1978 — Corea
- Zoropsis kirghizicus Ovtchinnikov & Zonstein, 2001 — Kirghizistan
- Zoropsis lutea (Thorell, 1875) — Mediterraneo orientale, Ucraina
- Zoropsis markamensis Hu & Li, 1987 — Cina
- Zoropsis media Simon, 1878 — Mediterraneo occidentale
- Zoropsis oertzeni Dahl, 1901 — Italia, Grecia, Penisola balcanica
- Zoropsis pekingensis Schenkel, 1953 — Cina
- Zoropsis rufipes (Lucas, 1838) — Isole Canarie, Madeira
- Zoropsis saba Thaler & van Harten, 2006 — Yemen
- Zoropsis spinimana (Dufour, 1820) — dal Mediterraneo alla Russia (USA, introdotto)
- Zoropsis thaleri Levy, 2007 — Turchia, Libano, Siria, Israele